# میامی راپسودی
میامی راپسودی (انگلیسی: Miami Rhapsody) یک فیلم در ژانر کمدی رمانتیک به کارگردانی دیوید فرانکل است که در سال ۱۹۹۵ منتشر شد.

## بازیگران
- سارا جسیکا پارکر
- گیل بیلاز
- آنتونیو باندراس
- میا فارو
- پل مازورسکی
- کوین پولاک
- کارلا گوجینو
- نائومی کمبل
- جرمی پیون
- کلی بیشاپ
- بن استاین
- دانل لوگ